# 100 złotych 1988 70. rocznica powstania wielkopolskiego
100 złotych 1988 70. rocznica powstania wielkopolskiego – okolicznościowa moneta stuzłotowa, wprowadzona do obiegu 25 października 1988 r. zarządzeniem z 14 września 1988 r.(M.P. z 1988 r. nr 30, poz. 276), wycofana z dniem denominacji z 1 stycznia 1995 r., rozporządzeniem prezesa Narodowego Banku Polskiego z dnia 18 listopada 1994 r. (M.P. z 1994 r. nr 61, poz. 541).
Monetę wybito z okazji siedemdziesiątej rocznicy wybuchu powstania wielkopolskiego.

## Awers
W centralnej części umieszczono godło – orła bez korony, po bokach rok „1988”, pod łapą znak mennicy w Warszawie, dookoła napis „POLSKA RZECZPOSPOLITA LUDOWA”, a na dole napis „ZŁ 100 ZŁ”.

## Rewers
Na tej stronie monety znajduje się profil dwóch powstańców w charakterystycznych czapkach, dookoła napis „70 ROCZNICA POWSTANIA WIELKOPOLSKIEGO”, a po prawej stronie postaci, znaczek symbolizujący monogram projektanta.

## Nakład
Monetę bito w Mennicy Państwowej, w miedzioniklu, na krążku o średnicy 29,5 mm, masie 10,8 grama, z rantem ząbkowanym, stemplem zwykłym, w nakładzie 2 513 000 sztuk, według projektów:
- Ewy Tyc-Karpińskiej (awers) oraz
- Józefa Stasińskiego (rewers).

Na początku lat 90. XX w. w ramach emisji zestawów rocznikowych monet PRL z lat 1979, 1980, 1981, 1982, 1986, 1987, 1988, 1989, 1990, w Mennicy Państwowej wybito ponownie tę monetę, tym razem stemplem lustrzanym, w nakładzie 5000 sztuk.

## Opis
Moneta jest ostatnią z ośmiu stuzłotówek okolicznościowych bitych w miedzioniklu albo żelazoniklu, w latach 1984–1988.

## Wersje próbne
Istnieje wersja tej monety należąca do serii próbnej w niklu z wypukłym napisem „PRÓBA”, wybita w nakładzie 500 sztuk oraz wersja próbna technologiczna w miedzioniklu, z wypukłym napisem „PRÓBA”, w nieznanym nakładzie.